# Ger Koopmans

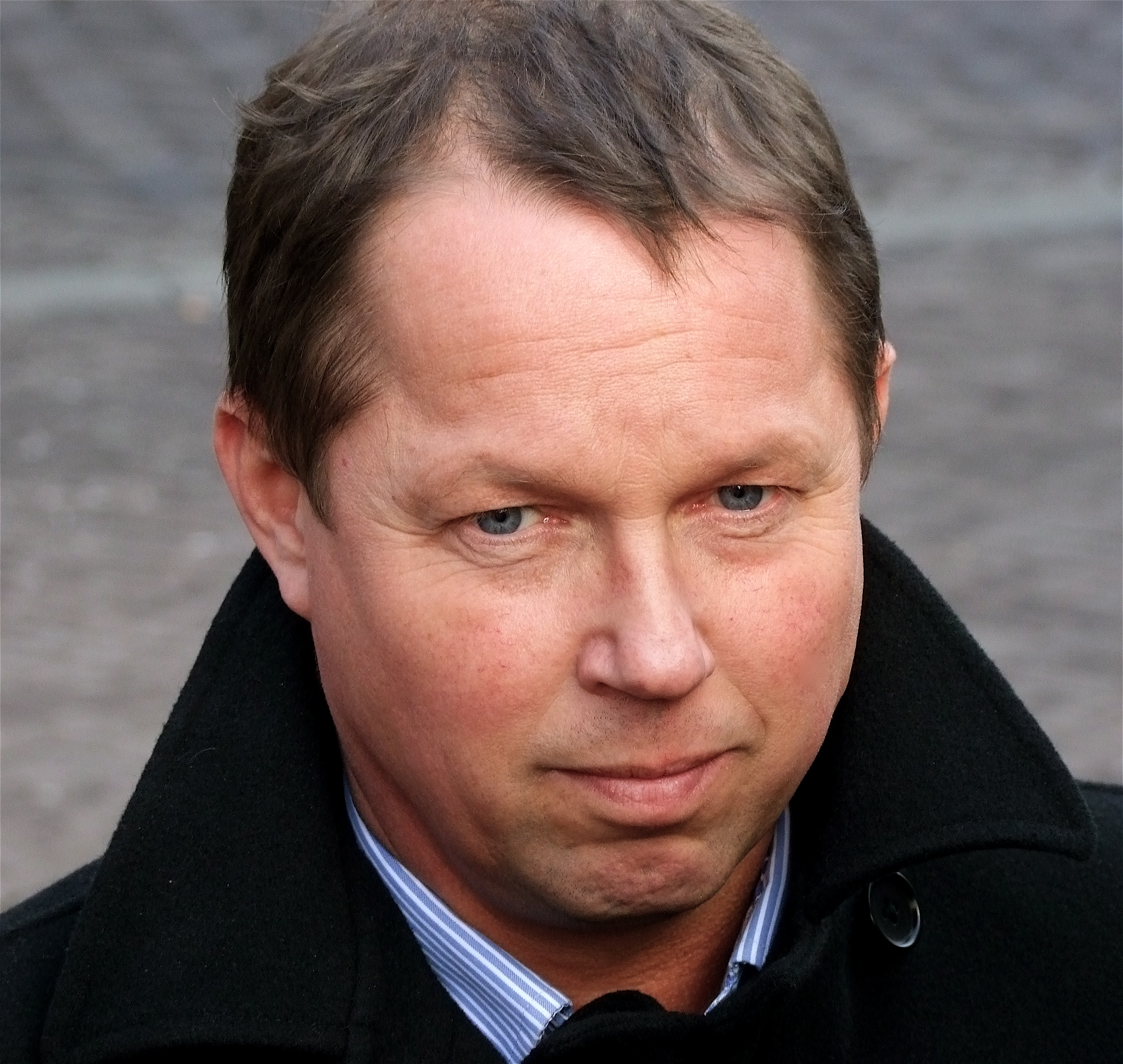
Ger Koopmans

Gerardus Peter Jan (Ger) Koopmans (sinh ngày 14 tháng 8 năm 1962 tại Velden) là một cựu chính khách người Hà Lan. Là một thành viên của Kháng cáo Dân chủ Kitô giáo (Christen-Democratisch Appèl), ông là một nghị sĩ từ ngày 23 tháng 5 năm 2002 đến ngày 19 tháng 9 năm 2012. Ông tập trung vào các vấn đề nông nghiệp, bảo tồn, an toàn thực phẩm và tổ chức chính phủ.
Ông là chủ tịch của Hội đồng Quốc gia Scouting Nederland từ năm 2006 đến 2011.

## Trang trí
- Năm 2012, ông được trao tặng Hiệp sĩ của Huân chương Orange-Nassau.